# Lisa Steele

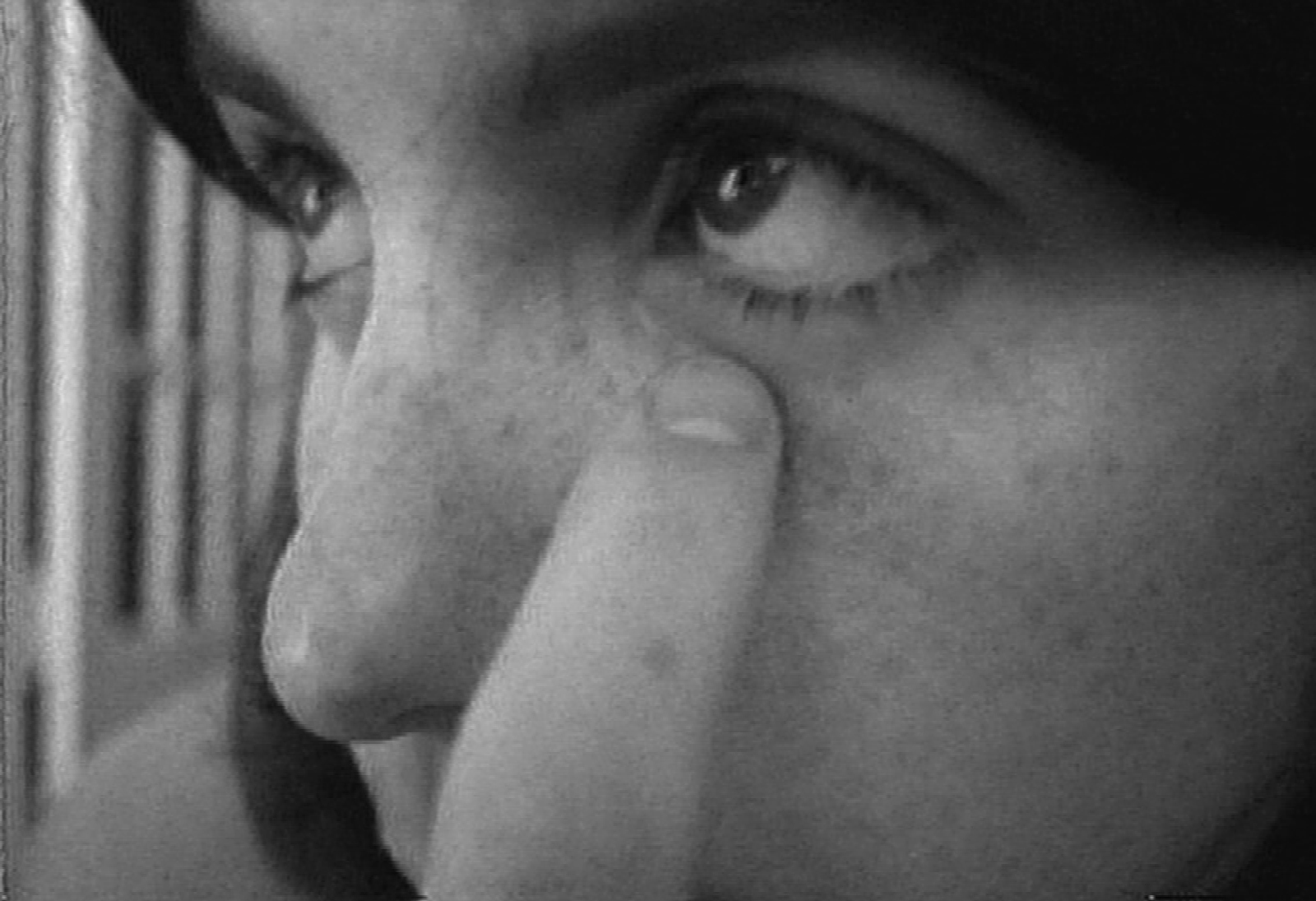
Lisa Steele, Standbild aus ihrem Film Birthday Suit – with scars and defects

Lisa Steele (* 22. September 1947 in Kansas City, Missouri) ist eine US-amerikanisch-kanadische Pionierin der Videokunst.

## Leben und Werk
Lisa Steele wurde 1947 in Missouri geboren und studierte von 1965 bis 1968 an der University of Missouri–Kansas City. 1968 wanderte sie nach Kanada aus. Steele ist Videokünstlerin, Kuratorin und Mitbegründerin von V tape in Toronto. 1983 begann die Zusammenarbeit mit Kim Tomczak. Lisa Steele wurde 2002 auf eine Professur an der University of Toronto berufen. 2009 wurde ihr von der University of British Columbia die Ehrendoktorwürde verliehen.
Wiederkehrende Themen in Steeles künstlerischer Arbeit sind die Beziehung zum eigenen Körper, Homophobie, Genderproblematiken, Zensur und Beeinflussung durch Propaganda. Zu ihren bekanntesten Frühwerken gehört der 13-minütige Schwarzweiß-Film Birthday Suit – with scars and defects (1974), in dem Steele nackt vor die Kamera tritt und ihre Narben erforscht. In dieser Zeit entstanden auch autobiografische Werke wie das Video A Very Personal Story (1974), in dem die Künstlerin beschreibt, wie sie mit 15 Jahren ihre tote Mutter fand, und The Ballad of Dan Peoples (1976) mit einer Imitation ihres Großvaters. In Talking Tongues (1982) lässt Steele eine Frau zu Wort kommen, die lange Zeit von ihrem Ehemann misshandelt wurde und versucht, der Gewaltspirale zu entkommen. Zusammen mit Tomczak drehte Stelle 1992 den Langfilm Legal Memory, welcher auf dem Mordprozess gegen Leo Mantha beruht, der letzten hingerichteten Person in British Columbia. Aufmerksamkeit erregte 1996 ihr Video Bloods Records, das von der Tuberkulosebehandlung einer jungen Frau in einem Sanatorium 1944 in Saskatchewan handelt. Es wurde erstmals im MoMA präsentiert und danach auf einer Tour durch Kanada gezeigt. Von 2009 bis 2011 schufen Steele und Tomczak im öffentlichen Auftrag die Video-, Licht- und Klanginstallation Watertable an der Küstenstraße des Ontariosees.
Für das Werk von Steele und Tomczak wurden zahlreiche Auszeichnungen verliehen, darunter 2005 der Governor General's Awards in Visual and Media Arts (GGAVMA).

## Ausstellungen (Auswahl)

### Einzelausstellungen
- 1985: Video Viewpoints MoMA, New York

### Gruppenausstellungen
- 1980: Biennale di Venezia
- 1982: Biennale of Sydney
- 1987: documenta 8, Kassel
- 2001: Internationale Kurzfilmtage Oberhausen

## Sammlungen
Werke von Lisa Steele sind international in renommierten Sammlungen vertreten. In Deutschland sind zu nennen: Zentrum für Kunst und Medientechnologie, Karlsruhe; Akademie der Künste, Berlin und Kunstmuseum Bonn, Bonn (Sammlung Ingrid Oppenheim). 